# Membres de l'Ordre national du Québec, par ordre alphabétique E
L'article contient une liste des membres de l'Ordre national du Québec. En 2011, il y a 810 personnes en tout qui font partie de cet ordre.
| \| Listes des membres de l'Ordre national du Québec \|            |
| A B C D E F G H I J K L M N O P Q R S T U V W X Y Z Non canadiens |
| Listes des membres de l'Ordre national du Québec                  |

| Nom               | Grade    | Année | Occupation |
| Jean Éthier-Blais | Officier | 1990  | écrivain   |